# Bálint Natália
Bálint Natália (született: Bálint Natália Boglárka) (Keszthely, 1984. november 25. –) magyar opera-énekesnő (mezzoszoprán).

## Családja
Édesanyja jogász, szociológus, édesapja okleveles faipari mérnök és faipari üzemmérnök. Férje Alekszejev Jevgenyij (Evgeny Alexeev) zongoraművész (2016).

## Iskolái
Általános iskola
Egry József Általános Iskola, Keszthely (1991-1999)
Középiskola
Zrínyi Miklós Gimnázium, Zalaegerszeg (spec. német nyelvi osztály, érettségi: 2003)
Felsőoktatás
- Pázmány Péter Katolikus Egyetem, Jog- és Államtudományi Kar (jogász) – tanulmányait 4 év után megszakította.
- Zsigmond Király Egyetem, nemzetközi kapcsolatok szak, nemzetközi üzleti és politikai kommunikáció szakirány – nemzetközi kapcsolatok szakreferens, közgazdász (2008)
- Budapesti Corvinus Egyetem, nemzetközi tanulmányok mesterszak, diplomácia szakirány – okleveles nemzetközi kapcsolatok elemző (2010)
- Stuttgarti Állami Zeneművészeti Főiskola, "Musiktheater" / Zenés színház szak (2016)

Életrajz (www.balintnatalia.com)
Operaénekesi diplomáját a Stuttgarti Állami Zeneművészeti Főiskola magánének szakán szerezte, 2016-ban. Itt tanárai voltak: Dunja Vejzovic és Turid Karlsen. Szülővárosában, Keszthelyen, az Egry József Általános Iskolában német tagozaton tanult, majd Zalaegerszegen, a Zrínyi Miklós Gimnázium speciális német nyelvi osztályában érettségizett. A budapesti Zsigmond Király Főiskola nemzetközi kapcsolatok szakán közgazdászként végzett. Tanulmányait a Budapesti Corvinus Egyetemen folytatta, ahol nemzetközi tanulmányok mesterszakon, diplomácia szakirányon, okleveles nemzetközi kapcsolatok elemző lett. Kiváló minősítésű szakdolgozatát kultúrdiplomáciából írta. Civil főiskolai és egyetemi tanulmányaival párhuzamosan olyan mestereknél képezte hangját, mint Kovács Magda, Sass Sylvia, Hamari Júlia. Sass Sylvia és Thierry Pillon mesterkurzusain négy alkalommal vett részt: 2008-ban és 2009-ben Pezenasban (Franciaország, Provence), 2010 júliusában Egerben, szeptemberében Párizsban. 
Zenés filmszerepekben is láthatta a közönség. 2013-ban a Kanadában készült, Magyarországról szóló dokumentumfilmben énekelte Puccini Gianni Schicchijéből Lauretta áriáját. Játszott Szenes Iván Ha egy pianínó beszélni tudna című filmjében, amely a Los Angeles-i filmfesztiválon is bemutatásra került, 2006-ban. A Duna Televízió stábja Sebők György rendezésében, Emlékszel még... címmel forgatott vele filmet 2008-ban, valamint több műsor főcímdalát is énekelte. 
2017-ben váltott fachot, és vált szopránból mezzoszopránná. Ugyanebben az évben vett részt Erkki Alste és Rita Ahonen mesterkurzusán, Olaszországban. Az elmúlt 17 évben mintegy 500 alkalommal adott koncertet különböző műfajokban. Koncertezett Szentpéterváron, Moszkvában, Stockholmban, Londonban, Párizsban, Bécsben, Kárpátalja, Felvidék, Délvidék, Erdély, Ausztria, Németország és Svájc nagyvárosaiban. A dalszínházi szerepeken kívül oratóriumok, misék szólistájaként is aktív. 2015-ben a tübingeni szimfonikus zenekar meghívására Bach János- és Máté-passióinak szólistája volt.
2010-ben dalt írt Keszthelynek, Mesék Városa címmel, amelyet a város himnuszaként ismernek. Civil és művészi pályájának találkozási pontjaként életre hívta a szülővárosában 2011 augusztusában megrendezésre került Keszthely-Klassz Fesztivál és Mesterkurzus elnevezésű nemzetközi komolyzenei rendezvénysorozatot. 2012-ben elnyerte a Stuttgarti Richard Wagner Társaság ösztöndíját, amellyel a wagneri operajátszás fellegvárában, Bayreuthban bővíthette szakmai tapasztalatait. 2013-ban megkapta a Carl Dawis ösztöndíjat, Stuttgartban. Szívesen kirándul a műfajok között, a klasszikus műveken kívül rendszeresen énekel könnyűzenét. Dalszerzőként is aktív. Reinhold Urmetzer német zeneszerző kifejezetten az ő hangjára írta Thetis tengeristennő szerepét a 2016-ban komponált "A távolodó hajók" című táncszínházi darabjában. 2014-ben, '15-ben és '16-ban a német nemzeti himnusz eléneklésére kérték fel a bajorországi Straubingban megrendezésre került nemzeti ökölvívó bajnokságok gáláin, majd a 2017-es hamburgi box-világbajnokság ünnepélyes megnyitóján, ahol nagy sikerrel énekelte Michael Jackson We are the world című dalát, Evgeny Alexeev zongoraművész feldolgozásában és közreműködésével.
Honlap: https://www.nataliabalint.de/de/